# Барабашівка (Сумський район)
Барабаші́вка —   село в Україні, у Лебединській міській громаді Сумського району Сумської області. Населення становить 13 осіб. До 2020 орган місцевого самоврядування — Пристайлівська сільська рада.

## Географія
Село Барабашівка знаходиться на лівому березі річки Псел, у місці впадання в неї річки Вільшанка, вище за течією якої на відстані 6 км розташоване місто Лебедин, на протилежному березі річки Псел - село Пристайлове. До села примикає великий лісовий масив (сосна).

## Історія
12 червня 2020 року, відповідно до Розпорядження Кабінету Міністрів України № 723-р «Про визначення адміністративних центрів та затвердження територій територіальних громад Сумської області» увійшло до складу Лебединської міської територіальної громади.
19 липня 2020 року, після ліквідації Лебединського району, село увійшло до Сумського району.